# Daphniphyllum subverticillatum
Daphniphyllum subverticillatum là một loài thực vật có hoa trong họ Daphniphyllaceae. Loài này được Merr. miêu tả khoa học đầu tiên năm 1934.